# Maximilian Wachsmuth

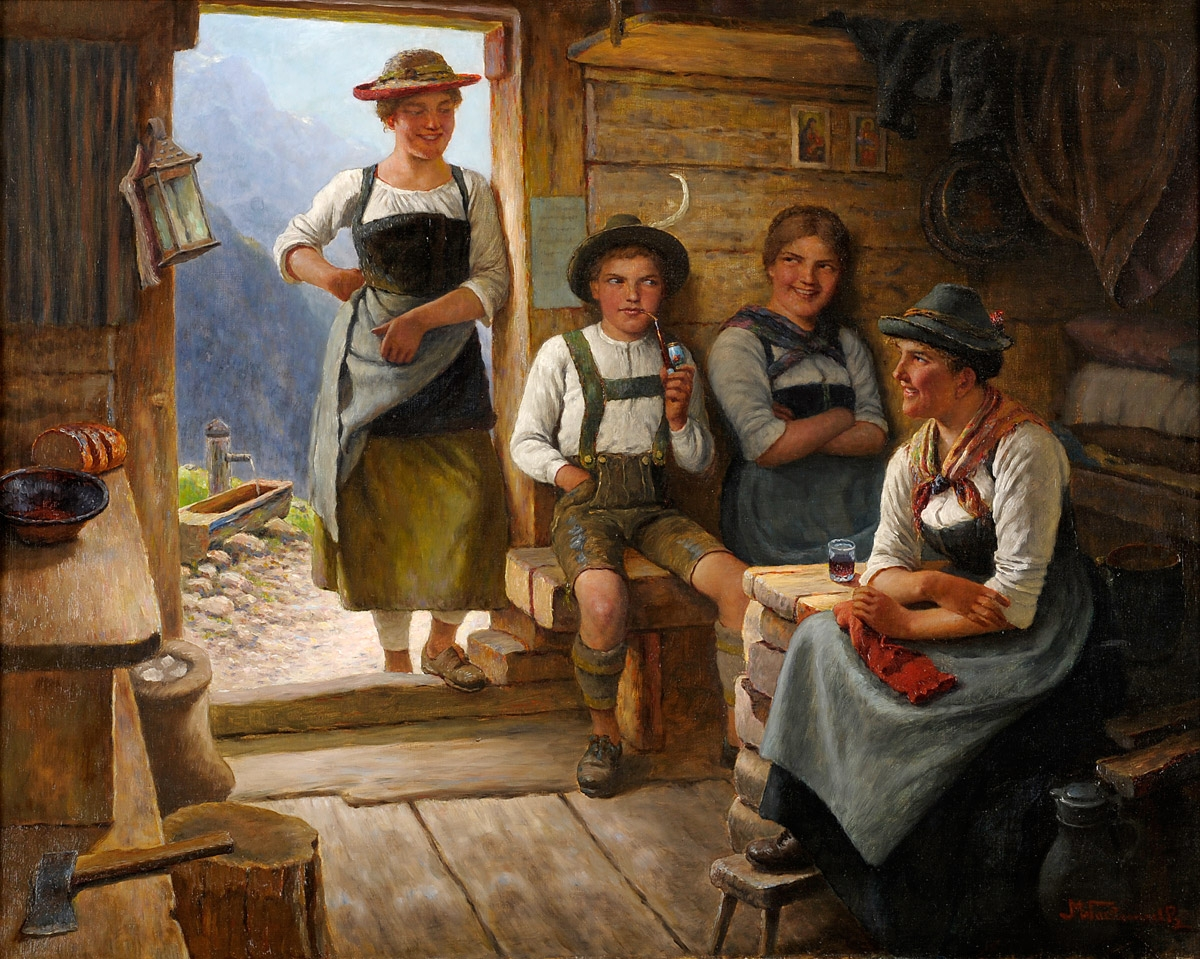
Eine gesellige Runde

Maximilian Wachsmuth (* 14. Juli 1859 in  Laßrönne, Königreich Hannover; † 1912 oder 1938) war ein deutscher Landschafts- und Genremaler. Vor dem Studienantritt wohnte er in Bremen.
Wachsmuth studierte seit dem 26. Oktober 1883 an der Königlichen Akademie der Künste in München bei Nikolaus Gysis und Otto Seitz. Nach dem Studium war er in München und Bremen tätig.
Nach dem Vorbild von Franz Defregger und Wilhelm Leibl malte er sentimentale Landschafts- und Genrebilder mit den Motiven aus dem Alpenland.
Sein Todesjahr bleibt völlig unklar: 1912 nach der Georg-August-Universität Göttingen und dem Niederländischen Institut für Kunstgeschichte oder 1938 nach der Deutschen Nationalbibliothek.